# William Gardner
William "Will" Gardner, é um personagem fictício da série The Good Wife, interpretado por Josh Charles.

## Biografia
William Paul Gardner é um dos três donos de uma grande firma de advocacia de Chicago, chamada Stern, Lockhart & Gardner e tem como sócia Diane Lockhart. Foi colega de Alicia Florrick na faculdade e nutre por ela uma atração desde essa época.
Sua primeira aparição foi no episódio "Pilot", em 22 de novembro de 2009.
Sua ultima aparição foi no 15º episódio da 5ª temporada, quando seu personagem é baleado no tribunal por um cliente e morre.